# Robert Noyce
Robert Noyce (Burlington, 1927 - Austin, 1990) fou un enginyer tècnic, físic (graduat al MIT el 1953) i empresari nord-americà va ser un dels inventors del circuit integrat (xip) i fundador de Fairchild Semiconductor, empresa que introduí l'invent a la indústria electrònica. També va ser president de la Sematech, un consorci d'empreses nord-americanes d'electrònica que potenciava la utilització de la tecnologia de semiconductors.
L'any 1968 abandona aquesta empresa i funda Intel juntament amb Gordon Moore, on col·laborarà amb Ted Hoff per inventar el microprocessador.

## Biografia

### Primers temps
Noyce va néixer el 12 de desembre de 1927, a Burlington, Iowa. Era el tercer de quatre fills del Reverend Ralph Brewster Noyce. El seu pare s'havia graduat al Doane College el 1915, el 1920 a l'Oberlin College, i el 1923 al Chicago Theological Seminary. El Reverend Noyce era un clergue congregacional i l'intendent associat del Iowa Conference of Congregational Churches als anys 30 i 40.
La seva mare, Harriet May Norton, que s'havia graduat el 1921 a l'Oberlin College, era la filla del Reverend Milton J. Norton, també clergue congregacional, i de Louise Hill. Se l'ha descrit con una intel·ligent dona amb gras dots de comandament.
El seu primer record d'infància té a veure amb vèncer al seu pare jugant a ping pong i el sentiment de devastació absoluta quan la reacció de la seva mare a aquesta emocionant notícia va ser un distret "No és maco que el pare et deixi guanyar?" Fins i tot a l'edat de cinc anys, Noyce es va sentir ofès per la idea de perdre és alguna cosa intencionadament. "Aquest no és el joc", va posar mala cara a la seva mare. "Si vols a jugar, juga per guanyar!".
L'estiu de 1940, quan tenia 12 anys, va construir un avió de mida d'un noi amb el seu germà, que l'utilitza per volar des del sostre dels estables del Grinnell College. Més tard va construir un aparell de ràdio des de zero i va motoritzar el seu trineu motoritzat soldant una hèlix i un motor d'una vella rentadora a la part posterior d'aquest.

### Educació
Va créixer en Grinnell, Iowa i va assistir a les escoles locals. Va mostrar un gran talent per a les matemàtiques i la ciència durant l'escola secundària i van assistir a un curs de física inicial en el seu últim any al Grinnell College. Es va graduar de l'Escola Superior de Grinnell el 1945 i va entrar al Grinnell College a la tardor d'aquell any. Va ser el bus estrella de l'equip de natació al Campionat de Conferència de Midwest de 1947. Durant la seva estada al Grinnell College, Noyce cantava, tocava l'oboè i actuava. Es va graduar del Grinnell College el 1949, amb Phi Beta Kappa amb una llicenciatura en física i matemàtiques. També va rebre un emblema honorífic dels seus companys: el premi Brown Derby, que reconeix "l'home que va obtenir les millors qualificacions amb el mínim de treball". Va rebre el seu doctorat en física de la Massachusetts Institute of Technology el 1953.
Mentre va ser estudiant, Noyce va assistir a un curs de física del professor Grant O. Gale i va quedar fascinat per la física. Gale es va apoderar de dos dels transistors que van sortir per primera vegada dels laboratoris Bell i els va mostrar als de la seva classe i Noyce estava enganxat. Grant Gale li va suggerir que apliquessin al programa de doctorat en física al MIT, cosa que va fer. Tenia una ment tan ràpida que els seus amics de l'escola de postgrau el va anomenar "Rapid Robert".

### Carrera
Conegut amb el sobrenom de «l'alcalde de Silicon Valley», va formar part de Els nens de Fairchild i va ser cofundador de Fairchild Semiconductor el 1957 i Intel el 1968. El primer xip va aparèixer al mercat el 1961 de la mà de Jack Kilby (Texas Instruments). El 1964 alguns ja contenien 32 transistors; el 1965 el xip més complex del mercat s'havia desenvolupat a Fairchild (bressol dels fundadors d'Intel) i comptava amb 64 transistors (un Pentium III n'inclou 28 milions).
El 18 de juliol de 1968, Robert Noyce, Gordon Moore i Andrew Grove creen l'empresa Intel en la qual es desenvolupen idees pràctiques per a la memòria de semiconductors, una indústria nounada. Al principi, Intel era una modesta empresa formada per 12 científics en un petit local llogat a Mountain View, que creia en les possibilitats de la memòria de silici i va apostar fortament per ella. En aquell moment ningú no s'atrevia a separar-se de la regnant memòria magnètica que, encara que ocupava més espai, consumia més energia i tenia menys prestacions, era 100 vegades més barata.
L'èxit va començar modestament quan van aconseguir que els japonesos Busicom els encarreguessin una remesa de microprocessadors per a les seves calculadores programables. Malgrat les indicacions dels japonesos, l'enginyer Ted Hoff va dissenyar un xip revolucionari que podia ser utilitzat a molts altres dispositius sense necessitat de ser redissenyat. Els nois d'Intel de seguida es van adonar del potencial d'aquest producte, capaç de dotar dintel·ligència' moltes màquines 'ximples'. L'únic problema és que Busicom tenia els drets, i per recuperar-los Intel va haver de pagar-los 60.000 dòlars.
El 1971 va néixer el primer microprocessador (en aquella època encara no se'ls coneixia per aquest nom). El potentíssim 4004 estava compost per 4 d'aquests xips i uns altres 2 xips de memòria. Aquest conjunt de 2.300 transistors que executava 60.000 operacions per segon es va posar en venda per 200 dòlars. Molt aviat Intel va comercialitzar el 8008, capaç de processar el doble de dades que el seu antecessor i que va inundar els aparells d'aeroports, restaurants, salons recreatius, hospitals, gasolineres...
Però Intel no sempre va tenir la visió de futur encertada. Moore recorda com a mitjans dels 70 li van proposar de comercialitzar el 8080 equipat amb un teclat i un monitor orientat al mercat domèstic. És a dir, li estaven proposant de ser els pioners al món de les computadores personals. Però no van veure la utilitat d'aquests estris i van descartar la idea.
El 1981 Intel va desenvolupar els processadors de 16 bits 8086 i els de 8 bits 8088 que van acumular la barbaritat de 2.500 premis de disseny en un sol any. Amb ells IBM va acudir per primera vegada a un fabricant extern i va confeccionar el primer PC. El 1982 va aparèixer el revolucionari 286, equipat amb 134.000 transistors i el primer a oferir compatibilitat de programari amb els seus predecessors.
El 1985 va arribar el 386, un micro de 32 bits i 275.000 transistors que va ser ràpidament adoptat per Compaq per a la seva computadora personal Compaq Deskpro 386. Quatre anys després arribaria el robust Intel 486 d'1,2 milions de transistors.
El 1993 Intel comença a desenvolupar la línia Pentium, plena de nous estàndards i de transistors, i amb 5 vegades més capacitat que el 486. Després arribarà el Pentium Pro i el 1997 inclou en els seus processadors la tecnologia Mmx. El maig de 1997 apareix el Pentium II, un any més tard el Pentium II Xeon, després del que arribaria el Pentium III.
Gordon E. Moore ha estat cofundador, vicepresident i director executiu d'Intel. Des de 1997 és conseller emèrit. Moore, de 71 anys i doctorat en Química i en Física, és conegut a tot el món per haver afirmat el 1965 que la capacitat dels microprocessadors es doblaria cada any i mig. És l'espectacular i discutida Llei de Moore.
Andrew S. Grove, químic nascut a Hongria el 1936, va participar en la fundació d'Intel. El 1979 va ser nomenat president i el 1987 director executiu, càrrec que va ocupar fins a maig de 1997. Actualment ocupa el càrrec de conseller. És famós pel seu lema "Només els paranoics sobreviuen".
Craig R. Barrett, de 61 anys, es va unir a la companyia el 1974, el 1984 va ser nomenat vicepresident, el 1992 va ser elegit per formar part del consell d'administració i el 1993 va passar a ser cap d'operacions.

### Vida personal
El 1953 es va casar amb Elizabeth Bottomley, que es va graduar el 1951 a la Universitat de Tufts. Mentre vivien a Los Altos, Califòrnia van tenir quatre fills: William B., Pendred, Priscilla i Margaret. Elizabeth estimava Nova Anglaterra, així que la família va adquirir una casa d'estiueig costanera de 50 acres a Bremen, Maine. Elizabeth i els nens estiuejarien allà. Robert visitaria durant l'estiu, però va continuar treballant a Intel durant l'estiu. Es van divorciar el 1974.
El 27 de novembre de 1974, Noyce es va casar amb Ann Schmeltz Bowers. Bowers, graduada de la Universitat de Cornell, també va rebre un doctorat honorari. de la Universitat de Santa Clara, on va ser patrona durant gairebé 20 anys. Va ser la primera directora de personal d'Intel Corporation i la primera vicepresidenta de recursos humans d'Apple Inc. A la dècada del 2020 va exerceix de presidenta de la Junta i de fideïcomitent fundador de la Fundació Noyce.
Noyce es va mantenir activa tota la seva vida. Li agradava llegir Hemingway, va volar amb el seu propi avió i també va anar en ala delta i va fer submarinisme. Noyce creia que la microelectrònica continuaria avançant en complexitat i sofisticació molt més enllà del seu estat actual; això li va portar a la preguntar-se de quin ús faria la societat de la tecnologia. En la seva última entrevista, a Noyce se li va preguntar què faria si fos "emperador" dels Estats Units. Va dir que, entre altres coses, "...assegurar-se que estem preparant la nostra pròxima generació per prosperar en una època d'alta tecnologia. I això vol dir educar als més pobres."
Noyce va patir un atact de cor a casa el 3 de juny de 1990 i va morir poc després al Seton Medical Center a Austin, Texas.

### Llegat
La Fundació Noyce va ser fundada l'any 1990 per la seva família. La fundació es va dedicar a millorar l'educació pública en matemàtiques i ciències als graus K-12. La fundació va anunciar que finalitzaria les operacions el 2015.
El 1990, el Congrés va establir la Llei del Cos Nacional de Professors de Ciències i Matemàtiques Robert Noyce que autoritza atorgar fins a 5.000 beques anuals per ajudar les persones a obtenir un títol d'ensenyament. Aquests premis s'atorguen a institucions d'educació superior que administren els projectes després de presentar propostes amb èxit a través del Programa de beques per a professors Robert Noyce ("Noyce") de la National Science Foundation. Els professors ón contractats per la seva universitat i han de ser titulats STEM. Els destinataris de les beques han d'acceptar ensenyar ciències o matemàtiques en un districte escolar de gran necessitat durant almenys dos anys per a cada any fiscal que el beneficiari hagi rebut aquesta beca. L'Associació Americana per a l'Avenç de la Ciència (AAAS) treballa amb el programa de beques per a professors Robert Noyce de la NSF per identificar i difondre informació sobre pràctiques i estratègies efectives per atraure, seleccionar i preparar nous professors STEM de K-12 i retenir-los com a professors STEM.